# Adelphia
Adelphia là một chi thực vật có hoa trong họ Malpighiaceae.

## Loài
Chi Adelphia gồm các loài: